# بن هور (تگزاس)
بن هور (به انگلیسی: Ben Hur) یک منطقهٔ مسکونی در ایالات متحده آمریکا است که در شهرستان لایمستون، تگزاس واقع شده‌است. بن هور ۱۰۰ نفر جمعیت دارد و ۱۴۲٫۹۵ متر بالاتر از سطح دریا واقع شده‌است.